# Gulella aprosdoketa
Gulella aprosdoketa е вид коремоного от семейство Streptaxidae. Видът е застрашен от изчезване.

## Разпространение
Разпространен е в Южна Африка (Източен Кейп).